# 몸을 긋는 소녀
《몸을 긋는 소녀》(영어: Sharp Objects)는 길리언 플린이 2006년에 발표한 장편소설이다. 작가의 데뷔 소설로, 10년간 엔터테인먼트 위클리지에서 일했을 때의 경험을 바탕으로 쓰여졌다고 한다. 여아 연속 살해사건을 취재하기 위해 12년 만에 고향을 찾은 기자 '카밀 프리커'의 사건 수사 과정을 다루고 있다. 대한민국에는 푸른숲에서 문은실 번역으로 출간되었다. HBO 채널에서 드라마 미니시리즈로 제작중이다.

## 등장인물
카밀 프리커
소설의 주인공. 시카고 지역 신문 '데일리 포스트' 기자로 주로 범죄 사건을 취재한다. 여아 살해 사건을 계기로 고향 마을 윈드 갭을 오랜만에 찾게 된다.
윈드 갭 마을의 부유한 가정에서 자랐으나, 사생아로 태어나 부모의 사랑을 받지 못했다. 어릴 적부터 커터(몸을 긋는 습관) 기질을 갖고 있어 몸 이곳저곳에 흉터와 칼로 쓴 낙서가 있다. 상처들을 제외하면 몸매도 좋고 예쁜 여성으로 평가받는다.

### 크렐린 가족
아도라 크렐린
카밀의 어머니로 윈드 갭의 대지주의 딸로 태어나 보수적인 가정 환경에서 성장했다. 그러다 한때의 실수로 임신을 하고 카밀을 낳게 되었다.
메리언 크렐린
사고로 죽은 카밀의 동생.
애미티 아도라 "앰마" 크렐린
아도라와 앨런 사이에서 태어난 딸로 카밀의 이부동생이다. 13세라는 나이대 특유의 자기중심적인 성격을 가졌으며 자신을 따르는 여자아이 무리를 거느리고 있는데 집에서는 어머니의 마음에 들려고 순진한 척을 한다.
앨런 크렐린
카밀의 아버지
아도라가 교회에서 만난 켄터키 청년으로 그녀와 잠깐 만나 치른 관계에서 카밀이 태어났다. 아도라는 그의 존재를 철저히 숨겼으며 카밀의 출생신고서에는 '뉴턴 케네디'라는 가명으로 등록되었다.

### 윈드 갭 마을 주민들
앤 마리 내시
첫 번째 희생자. 괴짜 같은 면이 있었고 머리가 아주 좋았다고 한다. 작중 시점에서 1년 전인 8월, 친구네 집에 놀러가려고 집을 나섰다가 실종되었고 다음날 강가에서 목이 졸려 사망한 채로 발견되었다. 이가 전부 빠져 있었다.
내털리 제인 킨
두 번째 희생자. 앤과 마찬가지로 괴짜스러운 면이 있었다. 숲에서 친구와 놀다가 실종되었고 며칠 뒤 거리에서 시신이 발견되었다. 역시 앤과 마찬가지로 목이 졸려 죽었고 이도 전부 빠져 있었다.
존 킨
내털리의 오빠로 곱상한 귀공자 외모의 남자아이. 내털리의 장례식장에서 울음을 터뜨린다. 이후로는 여자친구 메러디스와 같이 카밀의 인터뷰에 응하였다. 마을 주민들로부터 범인이라는 의심을 받지만 본인은 개의치 않아 한다.

## 수상
- CWA 뉴 블러드 픽션 대거상 (2007)[1]